# WWE Hardcore Championship
Het WWE Hardcore Championship was een professioneel worstelkampioenschap dat geproduceerd is door World Wrestling Entertainment (WWE). De titel werd verdedigd onder de hardcore worstelregels:
- No Disqualification match, wat betekent dat alle wapens legaal zijn
- Falls Count Anywhere match, wat betekent dat pinfalls of submissions niet in de ring plaats hoeven te vinden.
- No Holds Barred match, wat betekent dat de scheidsrechter alles zal toestaan en de match niet zal beëindigen zonder een pinfall of sumbission.
- 24/7, wat betekent dat de titel elk moment kan verdedigd worden, wat toestaat dat het kampioenschap altijd van houder kan wisselen zolang er een scheidsrechter aanwezig is.

## Geschiedenis
Vince McMahon reikte voor het eerste de titel uit aan Mankind op 2 november 1998. Nadat hij de titel verloor aan The Big Boss Man, probeerde Mankind de titel nooit terug te winnen. Dit was vooral te wijten aan het feit dat Mankind vooral in het main event worstelde nadat hij de titel had verloren.
Toen Crash Holly de titel won, introduceerde hij de 24/7 regel; dit was het startpunt voor vele komische momenten, waaronder een keer dat de titel van houden veranderde in een motel terwijl de kampioen aan het slapen was. Er was een komisch onderdeel in het programma RAW is WAR waarbij "The Headbangers" achter Crash aanrenden door Funtime, een pretpark in Brooklyn (New York). Crash ontsnapte aan vele pogingen van de Headbangers om de titel te krijgen voordat hij Mosh kon pinnen. Er zijn andere momenten waarbij meerdere worstelaars in de kleedkamer achter Crash aanrenden door de kleedkamer. De toevoeging van deze regel heeft de divisie meer variatie van houders en matches gegeven, alhoewel het soms verwarrend werkte. Anderen vonden dat deze regel de titel minder waarde gaf.
De regel was ingesteld tot 19 augustus 2002 toen de toenmalige (kayfabe) Raw 'General Manager' Eric Bischoff besloot om de regel te stoppen na een zes minuten durende Hardcore Battle Royal, die gewonnen werd door Tommy Dreamer. Op 26 augustus 2002 hief Bisschoff de titel op. De laatste Hardcore Champion was Rob Van Dam nadat hij Dreamer versloeg om de titel te verenigen met het WWE Intercontinental Championship. Tijdens een aflevering van Raw in de zomer van 2003 gaven Vince McMahon, Al Snow, Spike Dudley, The Dudley Boyz, Tommy Dreamer en Rob Van Dam de originele titel riem als een cadeau aan de oorspronkelijke Hardcore Champions Mick Foley (Mankind) om zijn succes in de WWE te herdenken.
De titel werd medio 2006 onofficieel heringesteld door Mick Foley voor een korte periode toen hij zichzelf en Edge tot "co-holders of the Hardcore Championship" verklaarde tijdens een verjaallijn (jargon: feud) met andere ECW-worstelaars. Na het einde van deze  verhaallijn verdween de titel van het scherm. Op 20 mei 2019 introduceerde de federatie een nieuwe titel met het WWE 24/7 Championship. Deze titelriem is vergelijkbaar met het WWE Hardcore Championship. 

## Trivia
- Veel mensen denken dat de WWE Hardcore Championship riem de oude, door Curt Hennig, kapotgeslagen WWF Championship riem van Hulk Hogan is, aan elkaar gehouden door duct tape. Hoewel de riem er inderdaad op lijkt, is dit niet zo. De Hardcore Championship was een nieuwe riem. De kapotgeslagen riem van Hulk Hogan is sinds februari 2008 te koop op Ebay.
- De langst regerende kampioen was Big Boss Man. Hij won de titel van The British Bulldog (Davey Boy Smith) op 14 oktober 1999 en behield deze voor 95 dagen tot het hem verloor aan Test op 17 januari 2000.
- De langste periode dat iemand kampioen was na de instelling van de 24/7 regel is 80 dagen door Robert Szatkowski. Hij versloeg Kurt Angle voor de titel op 10 september 2001 en verloor hem 80 dagen later aan The Undertaker op 9 december 2001. Dit was wel tijdens een periode dat de WWE de 24/7 regel grotendeels negeerde.
- De kortste periode is onduidelijk, en is heel moeilijk te bepalen omdat de 24/7 regel meerde titel periodes van minder dan een minuut mogelijk maakte, waarbij geen specifieke records zijn gegeven voor de tijd hoelang de titel in het bezit van de specifieke worstelaar was.
- De jongste kampioen was Christopher Nowinski, die de Hardcore titel won van Crash Holly op 11 juli 2002 toen hij 23 was.
- De oudste kampioen was Pat Patterson, die 59 was toen hij de titel verloor aan Crash Holly op 25 juni 2000.
- Het record voor de meeste keren met de titel als Hardcore Champion behoort toe aan Raven. doe de tote; 27 maal won tussen december 2000 en augustus 2002.
- Toen JBL voor het eerste de titel won op 3 juni 2002 verving hij deze met een op maat gemaakte riem die paste bij zijn Texaanse Cowboy gimmick. De riem bestond onder andere uit een Texaanse vlag, grote stieren hoorns en de woorden 'Texas Hardcore Champion'. Kort daarna bedekte Tommy Dreamer Bradshaws riem met een nummerbord uit New York (omdat Dreamer uit Yonkers, New York komt). Deze versie van de riem werd gebruikt voor de titel opgeheven werd.
- Terri, Mighty Molly, Bobcat en Trish Stratus zijn de enige vrouwen in de WWE die ooit het Hardcore Championship hebben gewonnen. Ze verloren de titel allemaal op dezelfde avond als ze hem wonnen.
- De Hardcore titel veranderde 10 keer van houder in een pay-per-view uitzending tijdens Wrestlemania 2000 in een battle royal soort match, die gewonnen werd door Hardcore Holly.
- Hardcore Holly won het Hardcore Championship in opeenvolgende WrestleManias (XV en 2000).
- De enige worstelaars die zowel het WWE en WCW Hardcore Championship wonnen waren Johnny Stamboli, (die de Hardcore titel won als "Johnny The Bull" met Big Vito in juni 2000) en The Hurricane, die samen met Evan Karagias en Shannon Moore Hardcore Champion was als "Shane Helms" in februari en maart 2000.
- 53 verschillende worstelaars hebben de titel gehouden.
- De WWF/E Hardcore titel heeft 1050 dagen bestaan tot hij opgeheven werd tijdens deze periode zijn er 240 titel periodes geweest.
- Het Hardcore Championship is het enige WWE Championship dat van houder is veranderd in Schotland